# John Narborough
John Narborough (Norfolk, 1640-Chelsea, 1688) fue un contralmirante de la Marina Real Británica, descendiente de una antigua familia del condado de Norfolk que se distinguió por su actuación en la segunda y tercera guerra anglo-neerlandesa, especialmente en la batalla de Solebay.
Entre 1669 y 1671 fue jefe de una expedición de exploración y reconocimiento enviada por el almirantazgo británico a los mares australes de América. Actuó exitosamente contra los piratas en Trípoli y Argelia.

## Primeros años
Nació en Norfolk, Inglaterra, en el año 1640. Descendiente de una antigua familia de ese condado, desde pequeño sintió atracción por el mar. Se distinguía por el interés, cuidado y rapidez  con que realizaba las tareas que se le encomendaban. El año 1662 ingresó a la Marina Real Británica como guardiamarina.

## Inicios de su carrera naval: segunda guerra anglo-neerlandesa
Participó y se distinguió por su valentía y espíritu de lucha en la segunda guerra anglo-neerlandesa. En 1664 con el grado de teniente se embarcó en el HMS Portland y luego en el HMS Royal Oak. En 1665 fue transbordado sucesivamente al Triumph, Royal James, Old James y el Fairfaix. En 1666 se embarcó en el HMS Victory, buque insignia de sir E. Spragge. Sobresalió por su actitud y entereza durante el combate de junio de 1666 entre las flotas neerlandesa y británica. En reconocimiento de su actuación se le entregó el mando del HMS Assurance una nave de cuarto grado y al año siguiente fue transbordado al HMS Bonaventure.

## Reconocimiento y exploración marítima de América meridional
En 1669 fue nombrado jefe de una expedición de reconocimiento y exploración a los mares del sur de América, viaje que había sido planificado desde hacía tiempo por el almirantazgo británico pero que había sido pospuesto por la guerra y otros motivos internos. Las naves asignadas para esta comisión fueron el Sweeptakes, de 36 cañones bajo el mando de Narborough y el Batchelor Pink de 4 cañones bajo el mando del capitán Fleming.
El objetivo del viaje fue reconocer las costas y mares de la parte meridional de América incluyendo el estrecho de Magallanes. Descubrir tierras y levantar cartas de esos desconocidos lugares y tratar de establecer relaciones comerciales con los indígenas y habitantes de esa parte del mundo. 
La expedición zarpó de Downs el 26 de septiembre de 1669 y a los cinco meses de navegación, el 24 de febrero de 1670, llegó a puerto Deseado. En un temporal, perdieron contacto con el Batchelor Pink. Narborough el 25 de marzo de 1670 tomó posesión del lugar y tierras adyacentes en nombre del rey Carlos II de Inglaterra. Permaneció hasta septiembre del mismo año efectuando trabajos hidrográficos en puerto Deseado y San Julián y además esperando al Batchelor Pink, al no aparecer éste, continuó su viaje hacia el sur. El 22 de octubre recaló a la entrada del estrecho de Magallanes, reconoció sus costas y entró en contacto con los indígenas, salió al Pacífico el 26 de noviembre de 1670.
Durante diciembre de 1670 estuvo en la región de la isla de Chiloé efectuando trabajos hidrográficos. Desembarcó en la isla Guamblín, recaló en Castro y prosiguió hasta  Valdivia donde arribaron el 15 de diciembre. Allí los españoles apresaron a dos oficiales y dos marineros; exigiéndosele  que fondeara al alcance de las baterías de los fuertes, ante esto y al comprobar que no tenía la fuerza suficiente para recuperar a sus hombres regresó a Inglaterra donde arribó en junio de 1671. 
La cartografía producto de su trabajo hidrográfico en esa área del planeta fue empleada por los navegantes de esas regiones por los siguientes dos siglos.

## Tercera guerra anglo-neerlandesa
Narborough se encontraba alistando el Sweepsteak para regresar a los mares del sur cuando estalló nuevamente la guerra contra los neerlandeses. El duque de York, conociendo sus habilidades y experiencia, lo designó segundo comandante del HMS Prince, nave de 100 cañones que estaba al mando de sir John Cox. 
En la batalla de Solebay, el comandante Cox fue muerto por lo que Narborough tomó el mando, recuperó la nave que había sido seriamente dañada  y nuevamente dio pruebas de su habilidad y valentía. Por esta acción fue felicitado públicamente por el almirantazgo.

## Acción en el Mediterráneo – Trípoli y Argelia
Fue transbordado como comandante del HMS Fairfax, nave de 60 cañones y enviado al canal de la Mancha teniendo a sus órdenes la fragata Scanderoon para escoltar las naves mercantes que transitaban esas aguas, el 31 de mayo de 1673 llegó a Inglaterra con una numerosa cantidad de naves mercantes bajo su protección. A su regreso se le dio el mando del HMS Prince Rupert en el que izó su insignia de contraalmirante grado al que fue ascendido con fecha 17 de septiembre de 1673 junto con ser nombrado caballero.
El 18 de octubre de 1674 se le nombró comandante de un escuadrón y fue enviado al Mediterráneo con el propósito de intimidar a los tripolitanos y a otros estados que alentaban a los piratas que comenzaban  a entorpecer el comercio marítimo.
En abril de 1675 comenzó a reclamar a las autoridades de Trípoli y como estas no contestaron sus demandas, bloqueó el puerto. El 10 de julio destruyó un buque enemigo de 30 cañones y otros dos menores. Regresó a Inglaterra en 1677.
Esta vez los argelinos comenzaron a entorpecer el comercio marítimo, Narborough izó su insignia en el HMS Plymouth y el 30 de junio de 1677 zarpó hacia el Mediterráneo, capturó naves de guerra argelinas y recuperó naves mercantes británicas, debilitando el poder naval de Argelia. En mayo de 1679 se preparó para regresar a  Inglaterra con 15 de sus naves que estaban en muy mal estado, dejando el resto del escuadrón a cargo del bloqueo, fondeó en Portsmouth el 10 de junio de 1679.

## Últimos años
Poco se sabe del período después de sus incursiones en el Mediterráneo hasta el 12 de julio de 1687 en que izó su insignia a bordo del HMS Foresight como almirante de un pequeño escuadrón. Narborough falleció en Chelsea a fines del año 1688 y fue enterrado en la iglesia de Knowlton en el condado de Kent. El rey Jacobo II le otorgó el título de barón a su hijo pequeño, en reconocimiento a su difunto padre.